# Каюков, Матвей Максимович
Матвей Максимович Каюков (1892, Самарканд, Самаркандская область, Российская Империя, ныне на территории Узбекистана — 1941, СССР) — советский военный деятель,  начальник материальной части ГАУ РККА, генерал-майор технических войск, генерал-адъютант заместителя наркома обороны СССР маршала Г. И. Кулика.

## Биография
Родился в 1892 г. в г. Самарканде Туркменской ССР, ныне Узбекистан, в семье крестьян-середняков. Член ВКП(б) с 1918 (1920) г. Образование высшее военное.
В Красной армии добровольно с апреля 1918 г. Участник Гражданской войны. Воевал на Западном, Южном, Восточном и Туркестанском фронтах. В 1918 г. — красноармеец отдельного инженерного отряда Западного фронта. В 1919 г. — информатор политотдела Южной группы войск Восточного фронта, политрук-библиотекарь управления начальника инженеров Туркестанского фронта. В 1920 г. — военком Самаркандской военной инженерной дистанции, военком управления снабжения Самаркандско-Бухарской группы войск. С ноября 1920 г. — студент военного факультета Туркестанского государственного университета.
После Гражданской войны на ответственных должностях в Артиллерийском управлении РККА. С августа 1922 г. — слушатель Артиллерийской, а с сентября 1925 г. — Военно-технической академии РККА. С апреля 1928 — младший артиллерийский приемщик. В 1929-1931 гг. — помощник начальника 2-го отдела, помощник начальника артиллерийских приёмок, помощник начальника производственно-технического отдела, старший инспектор Артиллерийского управления РККА. С января 1932 — начальник бюро материальной части Технического штаба начальника вооружений РККА. Инженер 1-го ранга (1935), бригинженер (1936), дивинженер (1936). С 1937 — начальник отдела материальной части артиллерии позже заместитель начальника Главного артиллерийского управления РККА (ГАУ). В 1938-1941 гг. — начальник 2-го бюро мобилизационно-технической инспекции управления ГАУ, для поручений при начальнике ГАУ, генерал-майор технических войск, генерал-адъютант заместителя наркома обороны СССР.

### Арест и смерть
29 июня Каюков был арестован. 28 октября 1941 года в посёлке Барбыш близ города Куйбышева вместе с ещё 19 людьми среди которых генералы Локтионов, Штерн, Арженухин, Проскуров, Рычагов, Смушкевич, Володин, Савченко и другие, генерал был бессудно расстрелян на основании предписания Л. П. Берии 2756/Б от 18 октября 1941 г.: «Следствие прекратить, суду не предавать, немедленно расстрелять».
Реабилитирован 27 августа 1954 года.

## Память
- Под Самарой на месте расстрела установлен памятный знак, на котором начертано: «Установлен на месте захоронения жертв репрессий 30-40-х гг. Поклонимся памяти невинно погибших…».[6]

## Награды
- Орден Красного Знамени (1938[7])
- Орден Красной Звезды (1940. Знак ордена № 12126)